# Est Ensemble
L' Est Ensemble és una de les divisions o Établissement public territorial de la Metròpoli del Gran París creada al 2016.
Està formada per 9 municipis que pertanyen al districte de Bobigny del departament del Sena Saint-Denis.

## Municipis
1. Bagnolet
2. Bobigny
3. Bondy
4. Les Lilas
5. Montreuil
6. Noisy-le-Sec
7. Pantin
8. Le Pré-Saint-Gervais
9. Romainville